# WD40リピート
WD40リピート (WDリピートあるいはβトランスデューシンリピートとしても知られる）は、およそ40アミノ酸の短いモチーフ構造の繰り返しで出来ている。この繰り返しは、多くの場合トリプトファン-アスパラギン酸のペプチド配列（WD）で終わっていることからこの名前がついた。このリピート配列がいくつか繋がって筒状構造をとる。

## 構造
WD40ドメイン含有タンパク質は、4〜16の反復単位を有し、これらが環状β-プロペラ構造を形成すると考えられている（右図参照）。 WD40ドメインは、いくつかのリピートからなっている。一つのリピートは最初に約20残基の可変領域、次に共通の反復残基のセットで構成されている。これらの反復は、典型的には、4本鎖の逆平行βシートまたはブレードを形成する。これらのブレードが会合することでプロペラを形成し、最も一般的なものは7ブレードのベータプロペラである。ブレードは連動して、1つのリピートの最後のβストランドが次のリピートの最初の3つと形成され、3次元ブレード構造を形成する。

## 機能
WD40-リピートタンパク質は、すべての真核生物に見られる大きなファミリーであり、シグナル伝達および転写調節から細胞周期制御、オートファジーおよびアポトーシスに至るまで様々な機能に関与している。WD40-リピートタンパク質に共通する基本的な機能としては、多くのタンパク質からなる複合体の組み立てを助けることである。このため、反復単位がタンパク質相互作用のためのしっかりした足場として働く。相互作用するタンパク質に対する特異性は、反復配列外の配列によって決定される。このような複合体の例は、Gタンパク質（βサブユニットはベータプロペラである）、TAFII転写因子、およびE3ユビキチンリガーゼである。

## 例
ヒトゲノム配列によれば、WD40リピート配列は8番目に大きなタンパク質ファミリーです。以下に例を挙げる:
- AAAS, AAMP, AHI1, AMBRA1, APAF1, ARPC1A, ARPC1B, ATG16L1,
- BOP1, BRWD1, BRWD2, BRWD3, BTRC, BUB3,
- C6orf11, CDC20, CDC40, CDRT1, CHAF1B, CIAO1, CIRH1A, COPA, COPB2, CORO1A, CORO1B, CORO1C, CORO2A, CORO2B, CORO6, CORO7, CSTF1,
- DDB2, DENND3, DMWD, DMXL1, DMXL2, DNAI1, DNAI2, DNCI1, DTL, DYNC1I1, DYNC1I2, EDC4,
- EED, EIF3S2, ELP2, EML1, EML2, EML3, EML4, EML4-ALK, EML5, ERCC8,
- FBXW10, FBXW11, FBXW2, FBXW4, FBXW5, FBXW7, FBXW8, FBXW9, FZR1,
- GBL, GEMIN5, GNB1, GNB1L, GNB2, GNB2L1, GNB3, GNB4, GNB5, GRWD1, GTF3C2,
- HERC1, HIRA, HZGJ,
- IFT121, IFT122, IFT140, IFT172, IFT80, IQWD1,
- KATNB1, KIAA1336, KIF21A, KIF21B, KM-PA-2,
- KEAP1,
- LLGL1, LLGL2, LRBA, LRRK1, LRRK2, LRWD1, LYST,
- MAPKBP1, MED16, MORG1,
- NBEA, NBEAL1, NEDD1, NLE1, NSMAF, NUP37, NUP43, NWD1,
- PAAF1, PAFAH1B1, PAK1IP1, PEX7, PHIP, PIK3R4, PLAA, PLRG1, PPP2R2A, PPP2R2B, PPP2R2C, PPP2R2D, PPWD1, PREB, PRPF19, PRPF4, PWP1, PWP2,
- RAE1, RPTOR, RBBP4, RBBP5, RBBP7, RFWD2, RFWD3, RRP9,
- SCAP, SEC13, SEC31A, SEC31B, SEH1L, SHKBP1, SMU1, SPAG16, SPG, STRAP, STRN, STRN3, STRN4, STXBP5, STXBP5L,
- TAF5, TAF5L, TBL1X, TBL1XR1, TBL1Y, TBL2, TBL3, TEP1, THOC3, THOC6, TLE1, TLE2, TLE3, TLE4, TLE6, TRAF7, TSSC1, TULP4, TUWD12,
- UTP15, UTP18,
- WAIT1, WDF3, WDFY1, WDFY2, WDFY3, WDFY4, WDHD1, WDR1, WDR10, WDR12, WDR13, WDR16, WDR17, WDR18, WDR19, WDR20, WDR21A, WDR21C, WDR22, WDR23, WDR24, WDR25, WDR26, WDR27, WDR3, WDR31, WDR32, WDR33, WDR34, WDR35, WDR36, WDR37, WDR38, WDR4, WDR40A, WDR40B, WDR40C, WDR41, WDR42A, WDR42B, WDR43, WDR44, WDR46, WDR47, WDR48, WDR49, WDR5, WDR51A, WDR51B, WDR52, WDR53, WDR54, WDR55, WDR57, WDR59, WDR5B, WDR6, WDR60, WDR61, WDR62, WDR63, WDR64, WDR65, WDR66, WDR67, WDR68, WDR69, WDR7, WDR70, WDR72, WDR73, WDR74, WDR75, WDR76, WDR77, WDR78, WDR79, WDR8, WDR81, WDR82, WDR85, WDR86, WDR88, WDR89, WDR90, WDR91, WDR92, WDSOF1, WDSUB1, WDTC1, WSB1, WSB2,
- ZFP106